# Línea 34 (Buenos Aires)
La línea 34 es una línea de colectivos. Une los barrios porteños de Liniers y Palermo, así como con la Ciudad Universitaria de Buenos Aires, en el barrio de Belgrano.
Esta línea junto con la Línea 166, circula en el corredor del Metrobús Juan B. Justo, de la ciudad de Buenos Aires.

## Ramales
- A: Hipódromo Argentino de Palermo - Estación Liniers
  - IDA: Desde Avenida Dorrego y Marcelino Freyre por la segunda - Avenida Infanta Isabel - Avenida del Libertador - Avenida Intendente Bullrich- Avenida Juan B.Justo (Metrobús Oeste) - Gana - Francisco de Viedma hasta Casco
  - REGRESO: por Francisco de Viedma - Madero - Avenida Juan B.Justo (Metrobús Oeste) - Avenida Intendente Bullrich - Avenida del Libertador - Avenida Infanta Isabel - Marcelino Freyre hasta Avenida Dorrego

- B: Ciudad Universitaria de Buenos Aires - Estación Liniers
  - IDA: Desde las dársenas internas de Ciudad Universitaria - Avenida Intendente Güiraldes - Avenida Intendente Cantilo - Puente Ángel Labruna - Avenida Leopoldo Lugones - Avenida Dorrego - Avenida del Libertador - Avenida Intendente Bullrich - Avenida Juan B.Justo (Metrobús) - Gana - Francisco de Viedma hasta Casco
  - REGRESO: por Francisco de Viedma - Madero - Avenida Juan B.Justo  (Metrobús Oeste) - Avenida Intendente Bullrich  - Avenida del Libertador - Avenida Dorrego - Avenida Figueroa Alcorta - Puente Scalabrini Ortiz - Avenida Intendente Güiraldes - Acceso a dársenas de Ciudad Universitaria.
  - C: Aeroparque Jorge Newbery-Estación Liniers
  - IDA: Desde El Aeroparque Jorge Newbery - Avenida Costanera Rafael Obligado - Avenida Sarmiento -  Avenida Figueroa Alcorta - Avenida Dorrego - Avenida del Libertador - Avenida Intendente Bullrich - Avenida Juan B.Justo (Metrobús) - Gana - Francisco de Viedma hasta Casco
  - REGRESO: por Francisco de Viedma - Madero - Avenida Juan B.Justo  (Metrobús Oeste) - Avenida Intendente Bullrich  - Avenida del Libertador - Avenida Dorrego - Avenida Leopoldo Lugones - Avenida Sarmiento- Avenida Costanera Rafael Obligado - Hasta  el Aeroparque Jorge Newbery.

## Historia
La línea 34 fue al principio el trolebús "D", último en recibir una letra como identificación. El 11 de mayo de 1952 los trolebuses se renumeraron en la serie del 300, y el "D" se convirtió en la línea 304. Su recorrido fue prácticamente el mismo desde el principio: salía de la esquina de Cerviño y Godoy Cruz, a unos metros de la Estación Palermo del Ferrocarril General San Martín (en la zona conocida como "Puente Pacífico") y terminaba en la esquina de Francisco de Viedma y Gana, en el límite norte de la Estación Liniers, surcando casi la totalidad de la Avenida Juan B. Justo. Recorrido que no se pudo cumplir completo hasta 1953, porque aun no había sido completado el entubamiento del Arroyo Maldonado en la zona de Villa Luro y Liniers (entre las avenidas Segurola y General Paz). Reemplazó al microómnibus 52 de la Corporación de Transporte Colectivo de Buenos Aires, que hacía un recorrido casi idéntico, donde desviaba por Segurola, Avenida Gaona, Irigoyen y Avenida Rivadavia.
En enero de 1963 se privatizaron las estaciones Centenario (cabecera de las líneas de trolebús 302, 303 y 304) y Demaría (Cabecera de las líneas 317 y 318), vecinas entre sí. Adjudicadas (junto con las Estaciones Matheu y Álvarez Thomas) a Compañía Avellaneda de Transportes S.A. (CATSA), que comienza a incluir colectivos. Pero en 1964 CATSA deja de operarlas, y la estatal Transportes de Buenos Aires (TBASE) las mantiene en circulación.
En 1965 se dispone reprivatizarlas a cooperativas de trabajadores. Todas las líneas, a excepción de la 317,  pasan a la Cooperativa de Trabajo y Transporte Centenario Limitada (CTTC) que reemplaza los trolebuses por ómnibus, y en 1966 por colectivos.
El 2 de enero de 1969, como parte de la ordenanza municipal de renumeración de líneas de colectivos, la línea 304 pasa a ser la 34, la 318 cambia a 118 y las 302 y 303 se fusionan formando la línea 152.
En 1977 la 34 se separa de CTTC conformando la empresa Juan B. Justo S.A.T. (en honor a la avenida en donde discurre gran parte del recorrido). En 1979 CTTC se disuelve y es reemplazada por Transporte Automotor Tandil SA, dividiéndose nuevamente en 1980 en Microómnibus Barrancas de Belgrano S.A. (Línea 118) y Empresa Tandilense S.A. (Línea 152).
En 1981 la 34 extendió su recorrido hasta Avenida del Libertador y Avenida Intendente Bullrich, un año más tarde, hasta la cabecera de Avenida Dorrego y Marcelino Freyre, frente al Hipódromo Argentino,  y en  septiembre de 2004 hasta Avenida Presidente Figueroa Alcorta y La Pampa. En 2017 y tras un añoso reclamo, el recorrido de la 34 llegó finalmente hasta la Ciudad Universitaria, quedando las cabeceras históricas de Pacífico e Hipódromo como intermedias y desde el año 2019 la línea empieza a hacer trayecto completo de la Avenida Juan B. Justo.
A fines de la década de 1990, y para protegerse del avance de las poderosas empresas de transporte, Juan B.Justo SAT, junto con otras empresas de la región (incluida su empresa hermana Microómnibus Barrancas de Belgrano) crearon la Unión de Empresas de la Región Noroeste, la cuales colaboraban mutuamente en el mantenimiento y reparación de unidades. Dicha unión se hizo cargo de la Línea 181, tras la quiebra de la empresa El Libertador SA, propietaria de la misma. Con el pasar de los años, la Unión se fue desmembrando, quedando Juan B. Justo SAT y Transportes 9 de Julio SAT (propietaria de la Línea 109) como operadoras de la 181, hasta que en 2013, esta última empresa compra las acciones de la 34, haciéndose cargo totalmente de la 181.
Tras el Accidente ferroviario de Once de 2012, el Gobierno Nacional dispuso que todas las líneas de colectivos debían aportar unidades a un servicio complementario entre dicha cabecera y el resto de las estaciones para paliar el faltante de trenes (intervenidos para su reparación). La línea 34 aportó dos unidades bajo la Línea de emergencia 829.

## Flota
La flota se compone de 68 coches, todos bajo la firma Mercedes-Benz (Principalmente de la línea Mercedes-Benz OH de las cuales diez son unidades articuladas O500UA-2836, estas últimas adquiridas por exigencia del GCBA para prestar el servicio del Metrobús) y carrozados por las firmas Italbus, Ugarte, Bimet, La Favorita, y Metalpar; desde 2012 las unidades 0 km que ingresan a la empresa cuentan con aire acondicionado.
El corte de pintura de las unidades mantiene los colores originales de la CATSA, adoptados luego por la CTTC y años más tarde para todas las empresas derivadas de esta: Techo rojo, cuerpo blanco y pollera azul. La Línea 34 añadió detalles propios a esta librea: Una franja azul en el techo con los destinos en blanco o plateado, una franja roja bajo las ventanas que inicia en un paralelogramo, y dos pequeñas franjas rojas y azules que continúan la franja roja antes mencionada. En las unidades articuladas, tanto la franja roja como la pollera azul describen en el último tercio del lateral una curva hacia arriba, llegando hasta la región de la cenefa, aunque en 2013 se decidió adaptarles el corte clásico de la línea.

## Barrios
Ciudad de Buenos Aires
- Liniers
- Versalles
- Villa Luro
- Floresta
- Vélez Sarsfield
- Villa Santa Rita
- Villa General Mitre
- Paternal
- Caballito
- Villa Crespo
- Palermo
- Núñez
- Belgrano

## Puntos de interés
- Estación Liniers
- Estadio José Amalfitani (Vélez Sarsfield)
- Estadio Diego Armando Maradona (Argentinos Juniors)
- La Rural
- Estadio G.E.B.A.
- Club G.E.B.A. - Sede San Martín
- Puente Pacífico
- Estación Palermo
- Estación Villa Crespo
- Movistar Arena (Buenos Aires)
- Hipódromo de Palermo
- Parque Tres de Febrero
- Planetario Galileo Galilei
- Complejo Ciudad Univesitaria
- Aeroparque Jorge Newbery